# راؤول روجاس (أستاذ جامعي)
راؤول روجاس (بالألمانية: Raúl Rojas)‏ هو رياضياتي وعالم حاسوب مكسيكي وألماني، ولد في 25 يونيو 1955 في مدينة مكسيكو في المكسيك.